# Walter HWK 109-500

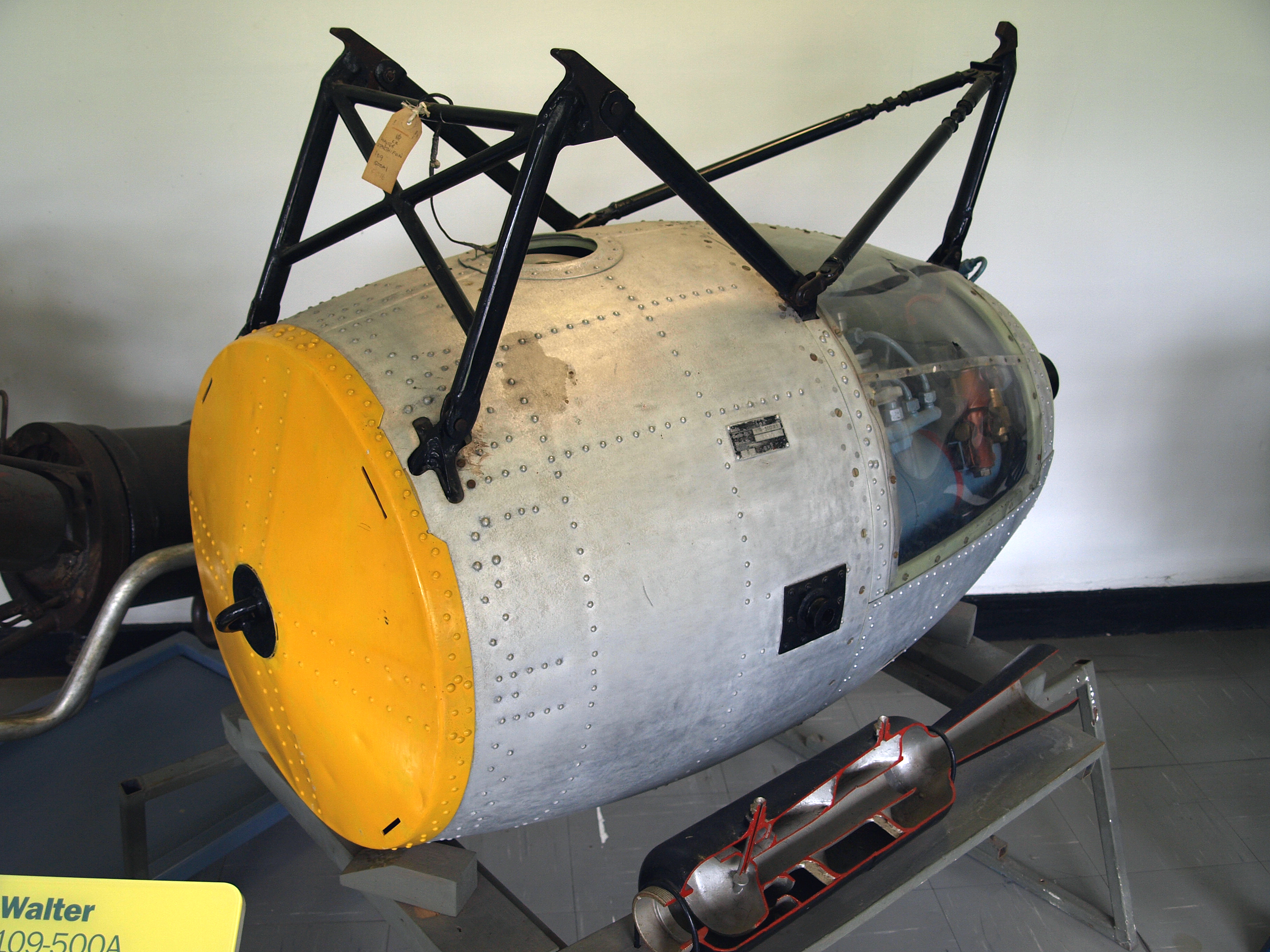
Walter HWK 109-500 als Schnittmodell in Cosford

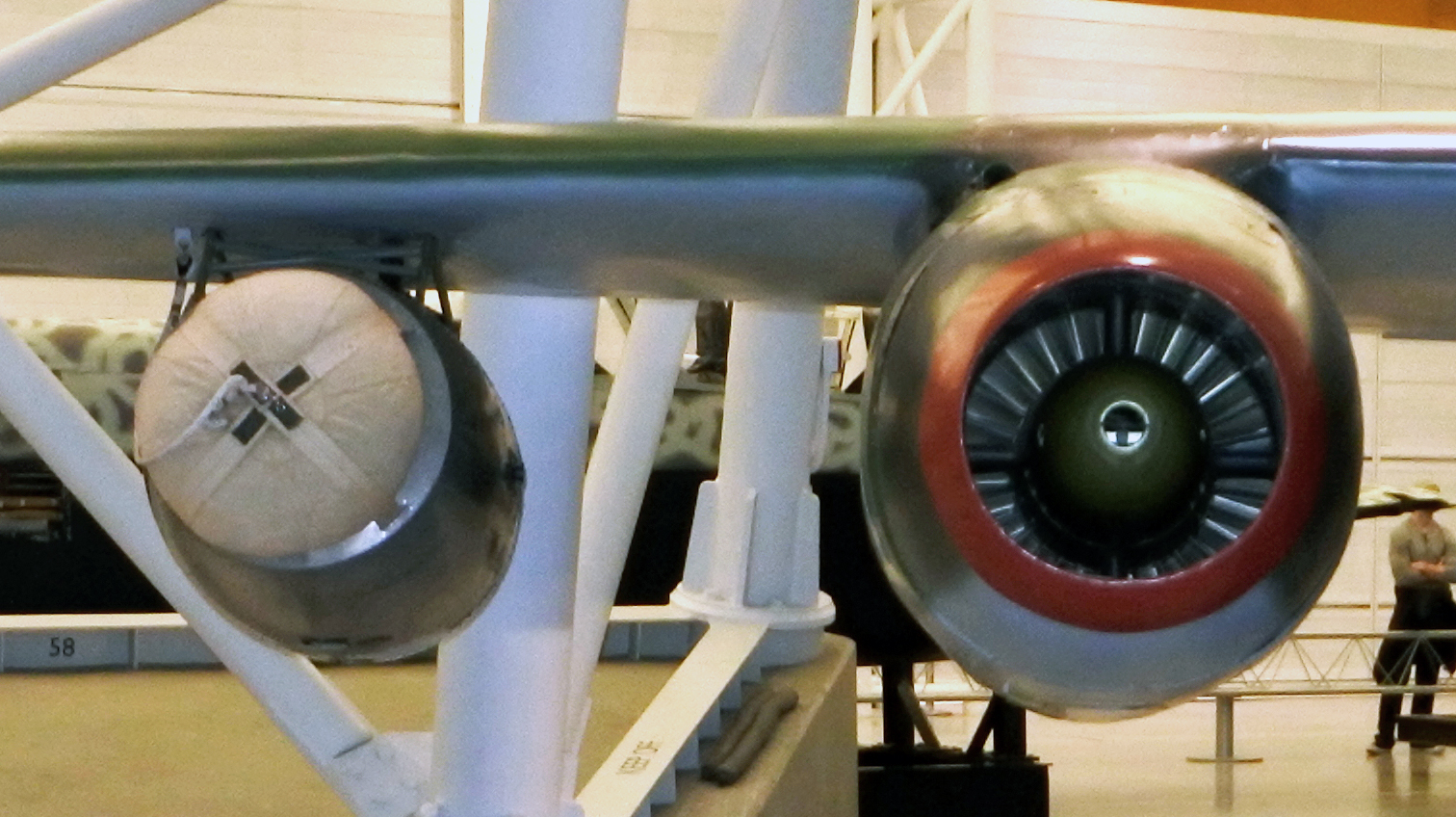
Walter HWK 109-500 mit Schirmpaket (links) an einer Arado Ar 234

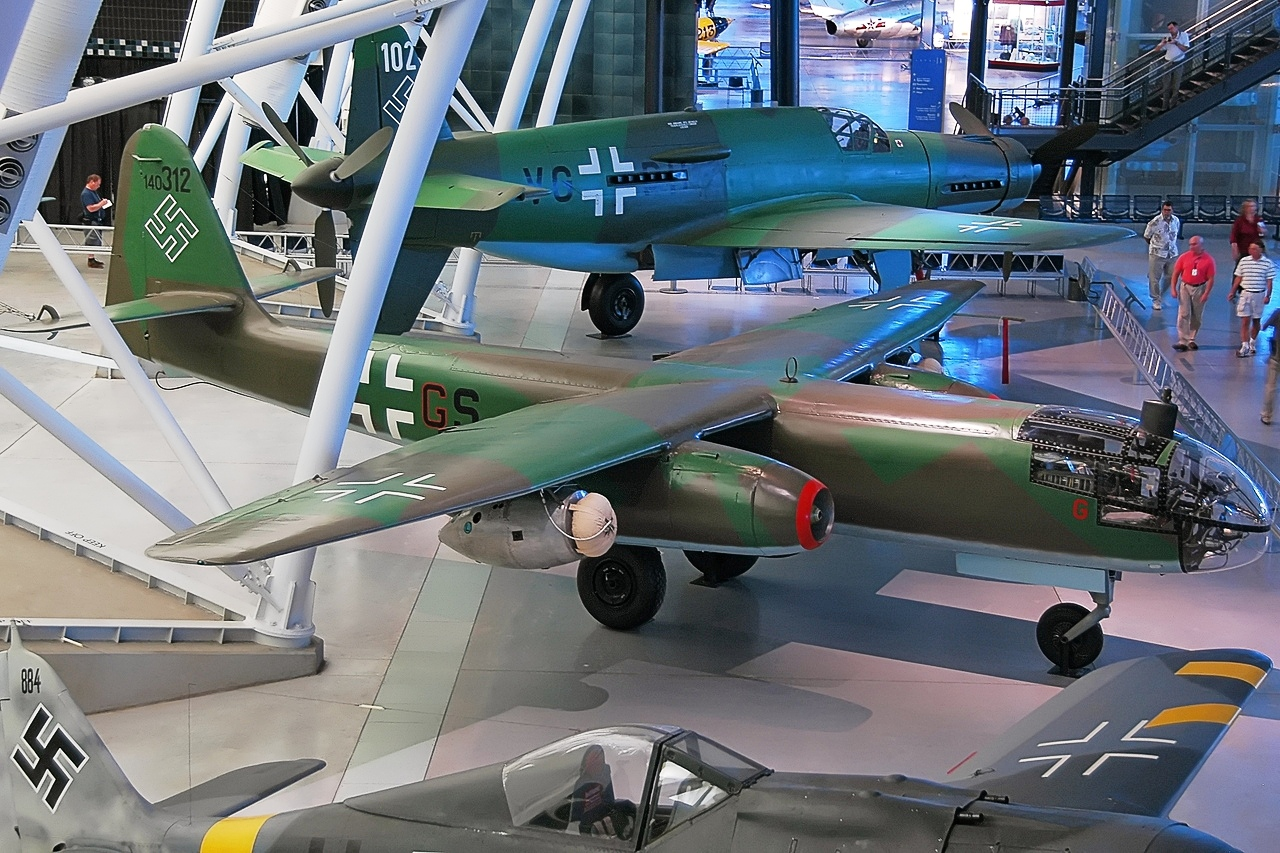
Arado Ar 234 mit Walter-Startraketen

Das Walter HWK 109-500 war ein Flüssigkeitsraketentriebwerk im Zweiten Weltkrieg.
Es arbeitete mit dem „kalten“ Walter-Antrieb, d. h., es fand statt einer Verbrennung lediglich eine chemische Reaktion statt. Als Kraftstoff wurden T-Stoff (Wasserstoffperoxid) und Z-Stoff (wässrige Lösung von Natrium- oder Kaliumpermanganat) verwendet. Das Triebwerk wurde zusammen mit den Kraftstoffbehältern in einem Behälter zur Starthilfsrakete zusammengefasst. Es lieferte für 30 Sekunden einen Schub von etwa 500 kp (4,9 kN). Ab 1937 wurden vor allem schwere Bomber oder Lastensegler mit dieser Starthilfsrakete ausgestattet. Nach dem Start wurden die wiederverwendbaren Walter-Startraketen abgeworfen und schwebten an einem Fallschirm, der vorn am Triebwerk verstaut war, zur Erde.

## Verwendung
- Heinkel He 111
- Blohm & Voss BV 138
- Messerschmitt Me 321
- Arado  Ar 234